# ダミアン・ハウソン
ダミアン・ハウソン（Damien Howson、1992年8月13日 - ）は、オーストラリア、アデレード出身の自転車競技（ロードレース、トラックレース）選手。

## 経歴
2011年、チーム・ジャイコに加入
2013年、グリーンエッジに加入

## 主な戦績

### 2010年
- トロフェオ・サンロッコ 優勝

### 2011年
- オセアニア選手権U23　優勝（個人タイムトライアル）
- 世界選手権U23　9位（個人タイムトライアル）

### 2012年
- オセアニア選手権U23　優勝（個人タイムトライアル）

### 2013年
- オーストラリア選手権U23　優勝（個人タイムトライアル）
- オセアニア選手権U23　優勝（個人タイムトライアル）

- インターナショナル・テューリンゲン一周U23　区間優勝（プロローグ）

- 世界選手権U23　優勝（個人タイムトライアル）

### 2016年
- ヘラルド・サン・ツアー　総合3位

### 2017年
- ヘラルド・サン・ツアー　 総合優勝（第１ステージ優勝）

### 2020年
- チェコツアー（英語版）　 総合優勝（第１ステージ・チームタイムトライアル、第4ステージ優勝）

### 2021年
- ツール・ド・ハンガリー（英語版）  総合優勝（第4ステージ優勝）